# Rowdy Rebel
Chad Marshall (connu sous son nom de scène, Rowdy Rebel) est un rappeur américain de Brooklyn qui a signé pour les labels GS9 et Epic Records. 
Il est membre du GS9 Crew basé à Brooklyn aux côtés du rappeur Bobby Shmurda. Rowdy Rebel est apparu dans la vidéo de Bobby Shmurda pour son single Hot Nigga et est apparu sur un remix officiel de la chanson aux côtés de Fabolous, Chris Brown, Busta Rhymes, Jadakiss et Yo Gotti.

## Biographie

### Jeunesse
Rowdy Rebel a grandi dans un quartier connu sous le nom de « The 90's » dans le quartier East Flatbush à Brooklyn. Les gens de son quartier l'appelaient « rowdy » (chahuteur) en tant qu'enfant, ce qui a donné son nom de scène. De nombreux membres de GS9 (y compris Shmurda) sont originaires de East Flatbush.

### Carrière
Rowdy Rebel atteint une certaine notoriété en 2014 avec la montée en puissance de Bobby Shmurda. Il a signé avec Epic Records en juillet 2014, deux semaines à peine après que Bobby Shmurda signe lui aussi un contrat avec Epic Records. Rowdy Rebel figurait sur un remix de Hot Nigga de Shmurda avec de grands noms comme Fabolous, Jadakiss, Chris Brown, Busta Rhymes et Yo Gotti. Il a également publié plusieurs singles, dont Computers, qui a été présenté sur la mixtape Shmoney Shmurda (Shmixtape) de GS9. En octobre 2014, il a sorti un single intitulé Beam Jawn qui n'incluait aucune collaboration du GS9 Crew ou d'autres artistes.
Une grande partie de la musique de Rowdy Rebel contient des références au quartier où il a grandi. Rowdy a noté que lui et d'autres membres de GS9 parlaient d'amis du voisinage « pour garder leurs noms en vie ». Malgré le fait que seuls lui et Bobby Shmurda aient été signés chez Epic Records, l'un de leurs principaux objectifs était d'aider d'autres membres de GS9, tels qu'Abillyon et Corey Finesse, à signer des contrats avec des labels.

## Démêlés judiciaires
Le 17 décembre 2014, Rowdy a été arrêté par le NYPD pour complot, tentative de meurtre, tentative d'agression, mise en danger d'autrui et possession criminelle d'arme. Bobby Shmurda et 13 autres personnes associées à GS9 ont également été arrêtés pour diverses accusations, notamment pour trafic de drogue. Rebel a plaidé non coupable à toutes les accusations. Mais par la suite, Rebel a plaidé coupable en échange d'un accord qui l'a condamné à 6-7 ans de prison. En raison du temps écoulé dans l'attente de son procès, Rebel a reçu près de deux ans de crédit pour le temps passé à purger sa peine.

## Discographie

### Mixtapes
- 2014 : Shmoney Shmurda (avec GS9)
- 2015 : Remain Silent
- 2016 : Shmoney Keeps Calling

### Singles
- 2014 : Beam Jawn
- 2014 : Computers (avec Bobby Shmurda)
- 2015 : She All About That Shmoney (avec Bobby Shmurda et Too Short)
- 2016 : Figi Shots (avec Lil Durk)
- 2017 : Free Da 9 (avec Don Q)